# Willem Hendrik Nieupoort

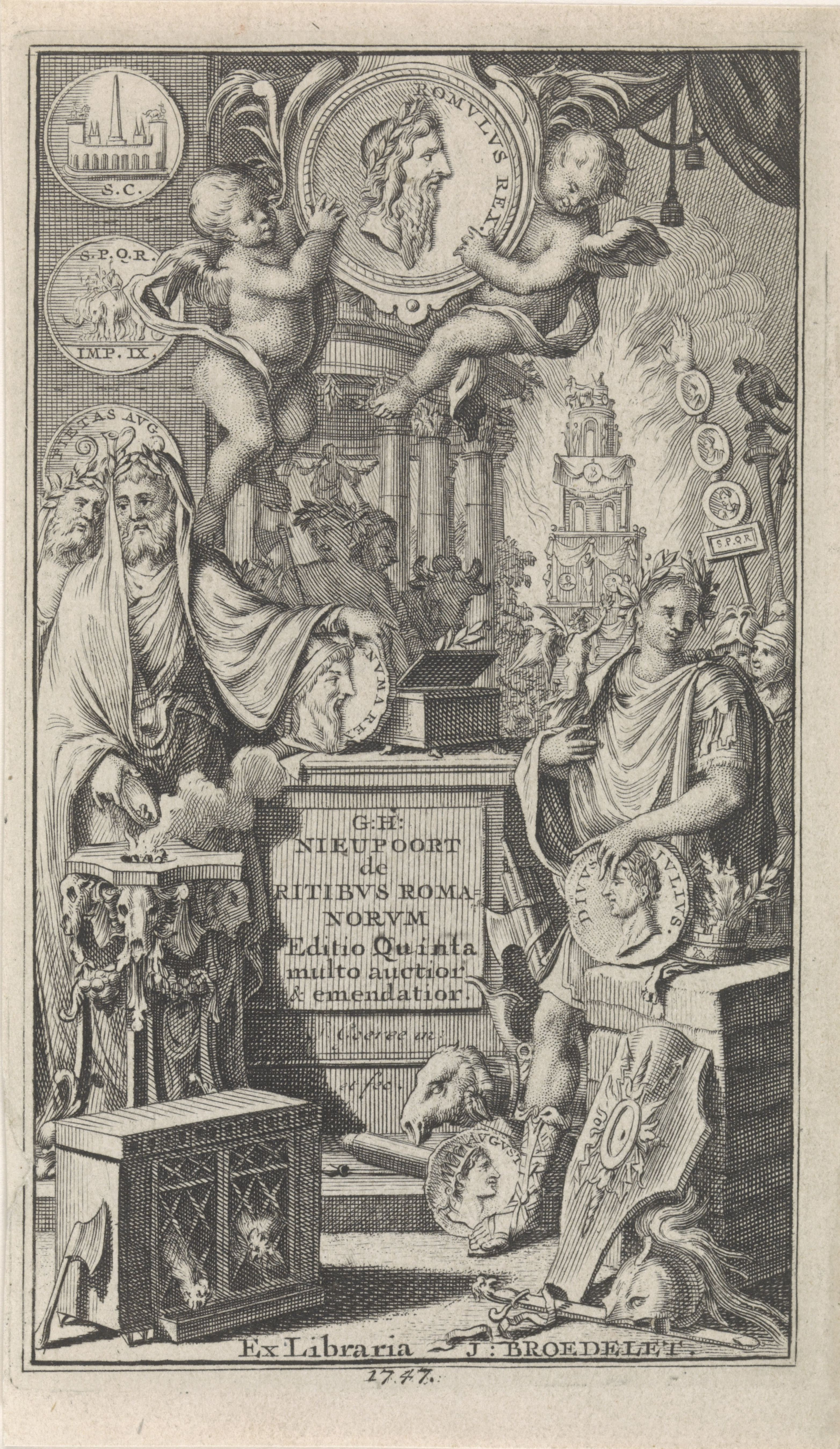
Willem Hendrik Nieupoort, Rituum, qui olim apud Romanos obtinuerunt, succincta explicatio. Utrecht bij J. Broedelet, 1747.

Willem Hendrik Nieupoort, en latin Neoportus, (1670 - 1730) fut un juriste et historien hollandais, spécialisé dans l'histoire antique.
Il fut professeur d'histoire ancienne à l'université d'Utrecht. Il est l'auteur du Rituum romanorum explicatio (1712, traduit par l'abbé Desfontaines en 1741), et d'une Historia reipublicae et imperii Romanorum ex monumentis (1723). Le premier de ces ouvrages a longtemps été élevé au rang de classique.

## Source
Marie-Nicolas Bouillet  et Alexis Chassang (dir.), « Guillaume Henri Nieupoort » dans Dictionnaire universel d’histoire et de géographie, 1878 (lire sur Wikisource)